# UnoTheActivist
Troy Vashon Donte Lane (ur. 13 kwietnia 1996 w Atlancie), zawodowo znany jako UnoTheActivist – amerykański raper i autor tekstów z Atlanty w stanie Georgia. Najbardziej znany jest ze swoich piosenek „What”, „Giuseppe Swag” i „Parkin' Lot Pimpin”. Znany jest również ze współpracy z innymi raperami z Atlanty, Thouxanbanfauni i Playboi Carti.

## Wczesne życie
Lane zaczął rapować w dziewiątej klasie. Swój pierwszy singel wydał będąc w ostatniej klasie liceum. Był także bliskim przyjacielem innego rapera z Atlanty, Playboi Cartiego, co doprowadziło do spekulacji, że obaj byli kuzynami. Jednak Lane potwierdził, że nie są spokrewnieni.

## Kariera

### 2015-2016: Początki
W 2015 roku wydał wspólny projekt z innym raperem z Atlanty, Thouxanbanfauni, zatytułowany For Christ Sake.

### 2017-obecnie
W maju 2017 roku wydał singel z Playboi Carti'm zatytułowany „What”, który zyskał popularność po przesłaniu teledysku na kanał YouTube ASAP Rocky'ego. W czerwcu 2017 roku wydał we współpracy z amerykańskim raperem Famous Dex utwór zatytułowany „Hold Up”. We wrześniu 2017 roku wydał mixtape Live.Shyne.Die. W styczniu 2019 roku pojawił się na singlu rapera Eliasa Boussniny „Bring the Pain”. W lutym 2019 roku wydał kontynuację swojego wspólnego projektu z Thouxanbanfauni, zatytułowaną For Christ Sake 2. W styczniu 2021 roku wydał swój drugi album Unoverse.
W lipcu 2022 r. raper wystąpił na Clout Festival w Warszawie u boku takich gwiazd jak; Jack Harlow, Lil Pump, City Morgue i DaBaby.
We wrześniu 2022 wydał swój kolejny projekt Limbus 3.
W październiku 2022 roku napisał na Twitterze: „To był mój ostatni projekt”.

## Dyskografia

### Albumy studyjne
| Tytuł    | Informacje                                                                          |
| -------- | ----------------------------------------------------------------------------------- |
| 8        | - Wydany: 10 lipca 2020 - Wytwórnia: Republic - Format: Digital download, streaming |
| Limbus 3 | - Wydany: 30 września 2022 - Format: Digital download, streaming                    |

### Albumy kompilacyjne
| Tytuł        | Informacje                                                     |
| ------------ | -------------------------------------------------------------- |
| Whole Thang  | - Wydany: 28 lipca 2021 - Format: Digital download, streaming  |
| Show Stopper | - Wydany: 18 lutego 2022 - Format: Digital download, streaming |

### Albumy we współpracy
| Tytuł                                    | Informacje |
| ---------------------------------------- | --- |
| Might Not Make It (wraz z Travis Barker) | - Wydany: 16 października 2020 - Wytwórnia: LiveShyneDie, Create Music Group - Format: Digital download, streaming |
| Time to Live (wraz z Calabasas)          | - Wydany: 6 sierpnia 2021 - Format: Digital download, streaming                                                    |
| Yokohama (wraz z MadeinTYO)              | - Wydany: 10 grudnia 2021 - Format: Digital download, streaming                                                    |

### Mixtape'y
| Tytuł                     | Informacje                                                                                           |
| ------------------------- | --- |
| Gift of Gab               | - Wydany: 25 grudnia 2015 - Format: Digital download, streaming                                      |
| Live.Shyne.Die            | - Wydany: 26 września 2017 - Wytwórnia: Republic, LiveShyneDie - Format: Digital download, streaming |
| Limbus, Pt. 2             | - Wydany: 7 grudnia 2018 - Wytwórnia: Republic, LiveShyneDie - Format: Digital download, streaming   |
| Deadication               | - Wydany: 19 lipca 2019 - Format: Digital download, streaming                                        |
| Deadication 2: Lost Files | - Wydany: 9 stycznia 2020 - Format: Digital download, streaming                                      |
| Unoverse                  | - Wydany: 15 stycznia 2021 - Format: Digital download, streaming                                     |
| Unoverse 2                | - Wydany: 28 maja 2021 - Format: Digital download, streaming                                         |
| Unoverse 3                | - Wydany: 29 października 2021 - Format: Digital download, streaming                                 |
| Limbus 2.5                | - Wydany: 3 kwietnia 2022 - Format: Digital download, streaming                                      |

### EP
| Tytuł                                   | Informacje                                                                                         |
| --------------------------------------- | -------------------------------------------------------------------------------------------------- |
| Welcome to Uno World                    | - Wydany: 31 sierpnia 2013 - Format: Digital download, streaming                                   |
| No More Thotties                        | - Wydany: 5 października 2015 - Format: Digital download, streaming                                |
| Sorry for the Wait (Brooke’s Interlude) | - Wydany: 22 sierpnia 2017 - Format: Digital download, streaming                                   |
| Limbus Part 1                           | - Wydany: 8 czerwca 2018 - Wytwórnia: Republic, LiveShyneDie - Format: Digital download, streaming |
| No Ceilings                             | - Wydany: 3 września 2022 - Format: Digital download, streaming                                    |